# Alan J. Pakula
Alan Jay Pakula (n. 7 aprilie 1928, New York City, New York, SUA – d. 19 noiembrie 1998, Melville⁠(d), Suffolk, New York, SUA) a fost un regizor, scenarist și producător american. 
A fost nominalizat pentru trei Premii Oscar: "cel mai bun film" (...Să ucizi o pasăre cântătoare, 1962, ca producător), "cel mai bun regizor" (Toți oamenii președintelui, 1976) și "cel mai bun scenariu adaptat" (Alegerea Sofiei, 1982).